# Innes Ireland
Robert McGregor Innes Ireland , mais conhecido como Innes Ireland (12 de junho de 1930 – 22 de outubro de 1993) foi um militar, engenheiro e automobilista britânico nascido na Inglaterra.